# 立ちん坊
立ちん坊（たちんぼう）とは（主に仕事を待って）立ち続けている者のことを言う。たちんぼとも。
日本での明治時代から昭和時代の初期にかけては、立ちん坊と呼ばれた道端や坂の下に立って待ち続け、荷車が通ればそれを押すのを手伝って駄賃を貰うことを職業としていた者が存在した。他には土木工事や建築工事に雇われるために寄せ場で立って仕事を待っている者のことも立ちん坊という。岩波文庫より出版されたルイ・ボナパルトのブリュメール18日では立ちん坊もルンペンプロレタリアートの一つとされていた。1968年8月23日に放映された現代の映像のサブタイトルは「立ちん坊たちの夏」であった。
娼婦のことをたちんぼと呼ぶこともある。平山夢明の短編小説の一つに「たちんぼ」という名称のものがある。